# Tariq ibn-Ziyad
Ṭāriq ibn Ziyād (în arabă: طارق بن زياد), (n. ? - d. 720). A fost un general musulman care a condus invazia musulmană în peninsula Iberică în sec. VIII, cucerind Hispania vizigotă.
Tāriq ibn Ziyād fost un subaltern al lui Musa ibn Nusair care l-a numit guvernator de Tanger. În 710, profitând de slăbiciunea vizigoților din peninsula Iberică, a făcut o incursiune de probă în sudul peninsulei, care s-a desfășurat fără probleme. Importanța incursiunilor a crescut, Musa ibn Nusair având informații despre tezaurul regelui vizigot și despre obiceiul vizigoților de a lua tezaurul cu ei aproape de câmpul de luptă. În anul 711 a dat ordine generalului Tāriq să invadeze Hispania. De la acesta din urma provine numele strâmtorii Gibraltar.
Vizigoții erau împărțiți între regele Rodrigo (ultimul rege vizigot) și Agila II, Tāriq spera ca una din părți sa-i devină aliată, el având doar 7000 soldați. La început, vizigoții s-au aliat împotriva musulmanilor, dar pe câmpul de luptă trupele lui Agila l-au abandonat pe Rodrigo, acesta pierzând lupta.

După bătălie, Tāriq a stat până anul următor în teritoriu, când Musa ibn Nusair a sosit din nordul Africii cu 18000 oameni ca întăriri. După aceasta, este probabil că a colaborat în expediții alături de Musa spre orașele Zaragoza, Tarragona, Pamplona și Galicia. Apoi ambii au călătorit spre Damasc pentru a da socoteală califului despre acțiunile făcute. Musa a fost judecat pentru corupție, iar despre Tāriq nu se mai cunosc alte detalii istorice relevante.
1. ↑  „Tariq ibn-Ziyad”, Gemeinsame Normdatei, accesat în 17 octombrie 2015